# Zombieland: Double Tap
Zombieland: Double Tap (titulada: Zombieland 2: Tiro de gracia en Hispanoamérica y Zombieland: Mata y remata en España) es una película estadounidense de 2019 postapocalíptica de comedia y de zombis dirigida por Ruben Fleischer y escrita por Rhett Reese, Paul Wernick y David Callaham. La cinta, secuela de Zombieland, de 2009, está protagonizada por Emma Stone, Woody Harrelson, Jesse Eisenberg  y Abigail Breslin. 
La secuela de Zombieland comenzó antes del lanzamiento de la primera entrega, con Reese y Wernick sugiriendo ideas y el elenco expresando su deseo de hacer una segunda película. Para 2017, se había escrito un guion y el elenco estaba a bordo, y Sony Pictures confirmó la película en julio de 2018. Las cuatro estrellas principales y Fleischer firmaron ese mes, mientras que otros miembros del reparto, incluidos Dawson y Wilson, se unieron a principios de 2019. La filmación se realizó de enero a marzo de 2019. 
Zombieland: Double Tap fue lanzada en los Estados Unidos el 18 de octubre de 2019 por Sony Pictures Release bajo su sello Columbia Pictures. Recibió críticas mixtas de los críticos y recaudó $122 millones en todo el mundo.

## Argumento
Diez años después de los eventos de la primera película, los sobrevivientes Tallahassee, Columbus, Wichita y Little Rock se han convertido en expertos en identificar y deshacerse de varios zombis y han establecido su nuevo hogar en la Casa Blanca abandonada. Columbus decide proponerse a Wichita usando el Diamante Hope, mientras que Tallahassee rechaza las esperanzas de Little Rock de formar su propia familia. A la mañana siguiente, Tallahassee encuentra una nota de Wichita y Little Rock, quienes se han ido debido a que Little Rock siente que Tallahassee todavía la trata como a una niña y el miedo de Wichita de que ella esté demasiado unida a Columbus. 
Un mes después, mientras exploraba un centro comercial, Columbus se sobresalta por una rubia tonta llamada Madison, que ha sobrevivido sola a Zombieland escondiéndose la mayor parte del tiempo dentro del congelador de un Pinkberry. Madison rápidamente molesta a Tallahassee, pero Columbus la invita a volver a la Casa Blanca, donde tiene relaciones sexuales con él. Al regresar y descubrir que Columbus se ha acostado con Madison, Wichita explica que Little Rock se fue a Graceland con un pacifista de Berkeley e informa al grupo de la existencia de "superzombies" más ágiles y duraderos. Temiendo por la seguridad de Little Rock, el grupo se dirige hacia Graceland en una minivan en ruinas.
En el camino, el grupo intenta obtener un RV de lujo ya que Columbus tiene una estricta política de "no payaso" que les impide subir a un camión de helados. Cuando entran en el RV, la alarma se activa y los zombis atacan. Metódicamente contraatacando, se encuentran con uno de los súper zombis al que matan después de varios disparos, lo que lleva a Columbus a apodarlo el "T-800" por la franquicia Terminator. Madison muestra signos de "zombificación", obligando a Columbus a llevarla al bosque para dispararle. El grupo encuentra "la Bestia", la limusina presidencial modificada de Tallahassee que fue robada por Little Rock, en un motel temático de Elvis dirigido por Nevada, quien revela que Little Rock tomó otro vehículo hacia Babylon, una comunidad hippie. Uniéndose a su amor por Elvis, Nevada y Tallahassee pasan la noche juntos.
El grupo se despierta y encuentra a la Bestia siendo aplastada por un camión monstruo conducido por Albuquerque y Flagstaff, que se parecen mucho a Tallahassee y Columbus. Llegan los superzombis y Albuquerque explica que han regresado de su viaje hacia el oeste debido a las hordas de súper zombis que se mueven hacia el este. Enfrentando a los superzombis solos, Albuquerque y Flagstaff son mordidos, se convierten en zombis y ambos son asesinados por el grupo.
Se despiden de Nevada y, al salir, el grupo encuentra a Madison, viva y conduciendo el camión de helados con tema de payaso. Al unirse al grupo, explica que su alergia a las nueces causó síntomas similares a la zombificación. En lugar de dispararle, Columbus disparó al aire y la abandonó en el bosque. El grupo llega a Babylon, entrega sus armas y encuentra a Little Rock. Un Tallahassee satisfecho sale, solo para encontrar una horda de súper zombis atraídos por los fuegos artificiales de la comuna, y regresa para advertir a todos. Sin armas, Tallahassee diseña un plan para matar a los zombis con biodiésel explosivo y luego tener miembros de la comuna, armados con escudos de barricadas, acorralan a los rezagados de un rascacielos con el propio Tallahassee como carnada.
La horda de zombis es más masiva de lo esperado y el grupo está rodeado y casi abrumado. Afortunadamente, Nevada llega con el camión monstruo de Albuquerque, rescatando al grupo, aunque el vehículo pronto se voltea. Escalando escaleras arriba, los sobrevivientes acorralan a los zombis desde el techo. Tallahassee usa un gancho de grúa de construcción para colgar fuera de su alcance, pero los últimos dos zombis le agarran la pierna mientras caen. Little Rock les dispara con una pistola que Tallahassee le había dado antes y lo rescata. Los dos se reconcilian y Wichita acepta la propuesta de matrimonio de Columbus y ambos se casan. Little Rock rompe con Berkeley, quien besa a Madison. Ellos se quedan atrás mientras el grupo, unido por Nevada, abandona Babylon. Columbus comenta que finalmente encontraron su hogar el uno en el otro.
En una escena de mitad de créditos, Bill Murray es testigo del comienzo del brote de zombis diez años antes mientras promocionaba una tercera película de Garfield, antes de escapar mientras mataba a varios zombis. En una escena posterior a los créditos, Murray se muestra antes practicando tosiendo una bola de pelo como una broma en su entrevista.

## Reparto
- Woody Harrelson como Tallahassee.
- Jesse Eisenberg como Columbus.
- Emma Stone como Wichita/Kristal.
- Abigail Breslin como Little Rock.
- Rosario Dawson como Nevada.
- Zoey Deutch como Madison.
- Avan Jogia como Berkeley.
- Thomas Middleditch como Flagstaff.
- Luke Wilson como Albuquerque.

## Producción

### Desarrollo
Debido al éxito de Zombieland, los escritores Rhett Reese y Paul Wernick planearon una posible secuela, con muchas más ideas que querían explorar. "Nos encantaría, y todos los involucrados creativamente quieren hacer otra", dijo Wernick. "Woody Harrelson se acercó a nosotros después del corte final de la última escena y nos dio un abrazo y dijo: 'Nunca quise hacer una secuela de las películas anteriores que he hecho hasta esta'", aseguraron. Wernick dijo que planeaba que Jesse Eisenberg, Emma Stone y Abigail Breslin volvieran a protagonizar la nueva cinta con Ruben Fleischer como director y que los escritores tenían "un montón de ideas nuevas nadando en sus cabezas". Además, querían convertir la comedia en una franquicia perdurable. "Nos encantaría hacer varias secuelas", declaró Wernick. "Nos encantaría verla también en la televisión. Sería una maravillosa serie de televisión", dijeron. A partir de esto, escribieron un piloto de televisión, protagonizado por un elenco diferente, estrenado en abril de 2013 en Lovefilm y Amazon Video.
Reese y Wernick no quisieron revelar ningún posible dato de la trama de Zombieland. No planeaban una secuela directa, debido a que estaban muy involucrados en otros proyectos como escritores. Afirmaron que el elenco y el director originales regresarían y que Fleischer estaba entusiasmado con la idea de hacer la secuela en 3D. Woody Harrelson y Jesse Eisenberg confirmaron en febrero de 2010 su regreso para la segunda entrega de la serie. En 2010, Fleischer declaró que estaba trabajando en el guion y los creadores comenzaron a buscar otro "cameo de una superestrella".
En julio de 2011, Jesse Eisenberg dijo que no estaba "seguro de lo que estaba pasando" con la secuela, pero que los escritores estaban trabajando en un guion para Zombieland 2. Eisenberg expresó su preocupación de que una secuela ya no sería "relevante". Woody Harrelson dijo que también dudaba en hacer una secuela, y dijo que "una cosa es hacerlo cuando salió muy bien y que hizo reír a mucha gente, ¿pero luego hacer una secuela? No lo sé. No me siento como un chico de las secuelas".
En febrero de 2016, se anunció que Reese y Wernick estaban escribiendo la secuela. En agosto de 2016, Reese y Wernick confirmaron que estaban trabajando en Zombieland 2 y se reunieron con Woody Harrelson para hablar sobre la película, mientras afirmaban que "todo el reparto está bastante emocionado".
En marzo de 2017, se reveló que el guion de Zombieland 2 se había completado. Cuando Screen Rant les preguntó sobre la película, Wernick y Reese dijeron:

"Está [en desarrollo activo]. Estamos tratando de ponerla en marcha. Todos nuestros actores han leído el guion y lo han amado. Ruben ha firmado. Es solo una cuestión de hacer nuestras ofertas con el reparto y hacer un presupuesto. Todos los actores del reparto se han convertido en superestrellas ahora, hicimos Zombieland con 20 millones [de dólares], por lo que estamos tratando de encajar ese modelo financiero en el modelo de la secuela, para que tenga sentido para el estudio y para ser capaces de pagar a los actores lo que ahora reciben y merecen que se les pague. Vemos a Tom Rothman con bastante frecuencia ahora y estamos molestando a ese tipo. Él está como como: 'Por favor, ¡basta con la charla de Zombieland! Lo estamos molestando de la forma en que molestamos a Fox con Deadpool. No lo vamos a dejar ir. Realmente queremos ver Zombieland 2".

En mayo de 2018, Woody Harrelson confirmó que Zombieland 2 probablemente sucedería.

### Preproducción
El 13 de julio de 2018, Sony Pictures le dio oficialmente luz verde a Zombieland: Double Tap. Se anunció que Ruben Fleischer volvería a dirigir mientras que Eisenberg, Harrelson, Stone y Breslin finalmente habían firmado para repetir sus roles. Sanford Panitch, presidente de Columbia Pictures, declaró en una rueda de prensa: 

"Este es uno de esos proyectos que los fanáticos han querido que sucedan durante mucho tiempo, y nadie quería que sucediera más que Emma [Stone], Woody [Harrelson], Jesse [Eisenberg] y Abigail [Breslin]. Son algunos de los actores más solicitados, y creo que están haciendo esta película porque les encantan estos personajes. Estamos encantados de que Ruben [Fleischer] estuviera dispuesto a regresar para dirigir la secuela, ya que su trabajo en Venom ha sido realmente increíble".

En noviembre de 2018, Zoey Deutch y Avan Jogia se unieron al elenco de la cinta. En enero de 2019, Rosario Dawson también se sumó a la película. Thomas Middleditch y Luke Wilson se integraron al elenco en febrero de 2019.

### Rodaje
La filmación comenzó el 19 de enero de 2019 en los Pinewood Atlanta Studios de Atlanta, Georgia y la producción primaria terminó el 15 de marzo de 2019. El edificio utilizado para la comuna de Babilonia se encuentra en Atlanta, cerca del cruce de spaghetti. Fue utilizado para un hotel durante muchos años, pero ahora está abandonado.

## Estreno
La película fue lanzada en los Estados Unidos el 18 de octubre de 2019. En todo el mundo, Sony gastó alrededor de $60 millones en impresiones y publicidad para la película.

### Versión casera
Zombieland: Double Tap se lanzó en HD digital el 24 de diciembre de 2019 y en DVD, Blu-ray y Blu-ray Ultra HD el 21 de enero de 2020.

## Recepción

### Taquilla
A partir del 16 de enero de 2020, Zombieland: Double Tap ha recaudado $73,1 millones en los Estados Unidos y Canadá, y $49,7 millones en otros territorios, para un total mundial de $122,8 millones.
En los Estados Unidos y Canadá, la película se estrenó junto a Maleficent: Mistress of Evil, y se proyectaba que recaudaría entre 25 y 30 millones de dólares de 3468 teatros en su primer fin de semana. La película ganó $10,2 millones en su primer día, incluidos $2,85 millones de los avances de la noche del jueves. Luego debutó con $26,8 millones, terminando tercero detrás de Maléfica y Joker. Luego cayó 56% en su segundo fin de semana a $11,8 millones, terminando cuarto, y ganó $7,4 millones en su tercer fin de semana, terminando sexto.

### Crítica
En Rotten Tomatoes, la película tiene una calificación de aprobación del 68% basada en 224 reseñas, con una calificación promedio de 6,17/10. El consenso crítico del sitio dice: "Zombieland: Double Tap compensa la falta de cerebros frescos con una reunión agradable que recupera el espíritu del original y agrega algunos giros divertidos". En Metacritic, la película tiene un promedio ponderado puntaje de 56 de 100, basado en 37 críticas, que indican "revisiones mixtas o promedio". Las audiencias encuestadas por CinemaScore le dieron a la película una calificación promedio de "B +" en una escala de A + a F, por debajo de la "A-" recibida por la primera película, mientras que las de PostTrak le dieron cuatro de cinco estrellas y un 64% "Definitivamente recomiendo".
Richard Roeper, del Chicago Sun-Times, elogió las actuaciones y dijo: "Todos son geniales, pero Emma Stone, en particular, mata con una actuación afilada, divertida y entrañable como la Wichita cínica y probada en la batalla, que no tiene miedo cuando se trata a enfrentarse a zombies, pero aterrorizado cuando se trata de comprometerse completamente con una conexión humana". Simon Thompson en IGN también elogia las actuaciones, escribiendo: "Zombieland: Double Tap es un disturbio, y mucho de eso se debe a Zoey Deutch y su personaje, Madison. Si bien no logra el estatus clásico por derecho propio, cuando se trata de secuelas que hacen justicia a la película original, está allí. Vale la pena la espera, su tiempo y su dinero".
Kate Erbland de IndieWire le dio a la película una "C +", diciendo: "Después de 10 años de anticipación, hubiera sido agradable ver una película de zombies con más en mente que la misma rutina tonta de muertos vivientes". Peter Debruge de Variety escribió: "La secuela de "Zombieland" recae en los defectos de la original. Unas pocas líneas cuasi empoderadas pronunciadas por las mujeres no excusan el hecho de que estos personajes existen principalmente como intereses amorosos para sus co-estrellas hormonales masculinas. Peor aún, la violencia una vez más funciona como una especie de broma, ya que los "buenos" de la película ejecutan alegremente legiones de ex-humanos anónimos, haciendo que John Wick parezca una especie de peso ligero en comparación".